# Haiszl Ferenc
Haiszl Ferenc (Körmöcbánya, Bars megye, 1798. október 2. (keresztelés) – 1848. július 13.) katolikus lelkész.

## Élete
Heiszl Antal fiaként született. A bölcseletet 1816-17-ben Nagyszombatban, a teológiát Bécsben, a Pázmány-intézetben végezte 1822-ben. 1823-ban miséspap és segédlelkész lett Pozsonyban, 1824-ben Pest-Terézvárosban, 1830-ban Selmecbánya, 1839. augusztus 30-án brassói adminisztrátor; mint ilyen meghalt 1848. július 13-án.

## Munkája
- Fasten-Predigten über die wichtigsten Wahrheiten der Religion. Vorgetragen in der Theresiastädter Pfarrkirche zu Pesth 1829. Gran.